# Lantana (film)
Lantana è un film del 2001 diretto da Ray Lawrence.
La pellicola, basata sull'opera teatrale Speaking In Tongues di Andrew Bovell, ha trionfato agli Australian Film Institute Awards del 2001 aggiudicandosi i premi di: miglior film, miglior regista, miglior sceneggiatura, miglior attore e miglior attrice protagonista, miglior attore e miglior attrice non protagonista.
Il titolo viene dalla Lantana camara, una pianta infestante molto diffusa nelle zone suburbane di Sydney in cui è ambientata gran parte del film.

## Trama
Leon è un ispettore di polizia che vive ed opera nella periferia di Sydney, in Australia. Dopo un'avventura in un motel con Jane, una donna da poco separata conosciuta ad un corso di ballo latino-americano, l'uomo è molto nervoso, forse perché ha per la prima volta tradito sua moglie, e non sa neanche lui cosa stia facendo e perché. Sonja, amorevole moglie e madre di due figli, avverte il malessere del marito ma non sa dare risposte nemmeno dopo che ha preso a frequentare una psicoterapeuta. Questa ha alle spalle la morte violenta della figlia di undici anni, un trauma che ha segnato anche il suo matrimonio con John, sempre più freddo, e perplesso sullo sfruttamento che la moglie Valerie trarrebbe dalla loro tragedia, pubblicando un libro sull'argomento. Ma la terapista ha bisogno al pari dei suoi pazienti di curare una psiche inevitabilmente scossa, ma anche il libro non sembra averla aiutata molto in questo. Di fronte ad alcune persone che ha in cura è turbata, coinvolta a livello personale. In particolare si rivede in Sonja, moglie trascurata e incapace di intervenire positivamente sul proprio marito, e nella descrizione impietosa di una moglie spenta fatta attraverso l'amante dello stanco marito, un gay suo paziente. Quando una sera finisce fuori strada rimanendo bloccata in aperta campagna, Valerie, chiedendo inutilmente aiuto al telefono, confessa nella segreteria telefonica di temere che il marito la tradisca con un omosessuale, poi interrompe l'accorato sfogo quando vede arrivare un'auto che potrebbe soccorrerla.
La donna da quel momento scompare.
Jane quella stessa notte ha visto il suo vicino tornare a casa scioccato e gettare una scarpa da donna, presa dal suo pick-up, nei rovi al di là della strada. Diffusa la notizia della scomparsa della donna, Jane si interroga su cosa sia giusto fare, essendo molto amica della famiglia a lei vicina, che per altro ha difficoltà economiche.
Intanto Leon, indagando sulla psichiatra, scopre che sua moglie ne è paziente, e trafuga una registrazione delle sue sedute, scoprendo che la donna ha capito i suoi tradimenti e soffre non tanto per questi quanto per le bugie che hanno preceduto e seguiranno gli stessi.  
Sonja, incapace di tradirlo, quando lui le confessa tutto, non accetta scuse e lo caccia via di casa.
Jane, scaricata da Leon, denuncia il suo vicino Nik, dopo aver chiesto conforto al marito separato Pete, che attendeva con ansia un riavvicinamento. Quando Leon va a casa di Jane, dove i due avevano consumato il loro secondo ed ultimo incontro amoroso, la donna lo ignora come se non l'avesse mai visto, e non solo per evitare imbarazzi col marito.
Nik finisce in carcere ma qui racconta che quella notte ha sì raccolto la dottoressa sul suo mezzo, ma che poi la donna, in preda ad un inspiegabile panico, si era gettata fuori rendendosi quindi irreperibile nell'impenetrabile buio del bosco. La paura gli aveva poi suggerito di non raccontare niente, ed ora è grazie a lui che si riesce a ritrovare, in fondo ad un burrone, tra piante di lantana, il corpo senza vita di Valerie.
Paula, moglie di Nik, non riesce a perdonare all'amica, non tanto la delazione, quanto la sfiducia verso il marito, trattato come un potenziale assassino. Intanto il loro matrimonio, già ricco di tre figli, si rafforza dopo il superamento della disavventura, mentre Jane ha forse perso un'amica ma ha riallacciato un rapporto che sembrava finito, con un uomo che ancora la ama.
Leon, dopo un pianto liberatorio, ritorna pentito dalla sua Sonja che non sembra ancora capace di perdonarlo, ma nella scena finale, come sospesi nello spazio e nel tempo, i due ballano insieme con gioia, come era sembrato non potessero essere più capaci.

## Accoglienza
Il film è stato accolto positivamente dalla critica di tutto il mondo che ne ha apprezzato il realismo, il montaggio e la prova di tutto il cast.
Diversi anche gli accostamenti a pellicole con contenuti e struttura simili, tra questi Velluto blu e Mulholland Drive di David Lynch e America oggi di Robert Altman.

## Riconoscimenti
- 2001 - Australian Film Institute Awards
  - Miglior film
  - Miglior regista (Ray Lawrence)
  - Miglior sceneggiatura (Andrew Bovell)
  - Miglior attore (Anthony LaPaglia)
  - Miglior attrice (Kerry Armstrong)
  - Miglior attore non protagonista (Vince Colosimo)
  - Miglior attrice non protagonista (Rachael Blake)